# Widdringtonia whytei
Widdringtonia whytei là một loài thực vật hạt trần trong họ Cupressaceae. Loài này được Rendle mô tả khoa học đầu tiên năm 1894.